# Трикотажный проезд
Трикота́жный прое́зд — проезд, расположенный в Северо-Западном административном округе города Москвы на территории районов Южное Тушино и Митино.

## История
Проезд получил своё название в 1990 году по расположению вблизи платформы Трикотажная Рижского направления Московской железной дороги, которая, в свою очередь, была названа по посёлку Трикотажный при трикотажной фабрике.

## Расположение
Проходит от пересечения улицы Василия Петушкова и Походного проезда на запад параллельно путям Рижского направления Московской железной дороги, под МКАД и переходит в Новотушинский проезд.

## Транспорт

### Автобус
- 26: Станция Химки — Стадион «Зоркий» (областной маршрут)
- 252: Метро «Митино» — Метро «Планерная»
- 368: МЦД «Трикотажная» — Метро «Планерная»
- 837: 4-й микрорайон Митина — 3-й микрорайон Сходненской поймы
- 1095: Улица Рословка — Горнолыжный комплекс «Снежком» (областной маршрут)

### Железнодорожный транспорт
- Платформа Трикотажная Рижского направления Московской железной дороги — у юго-восточного конца проезда